# TVP3 Bydgoszcz

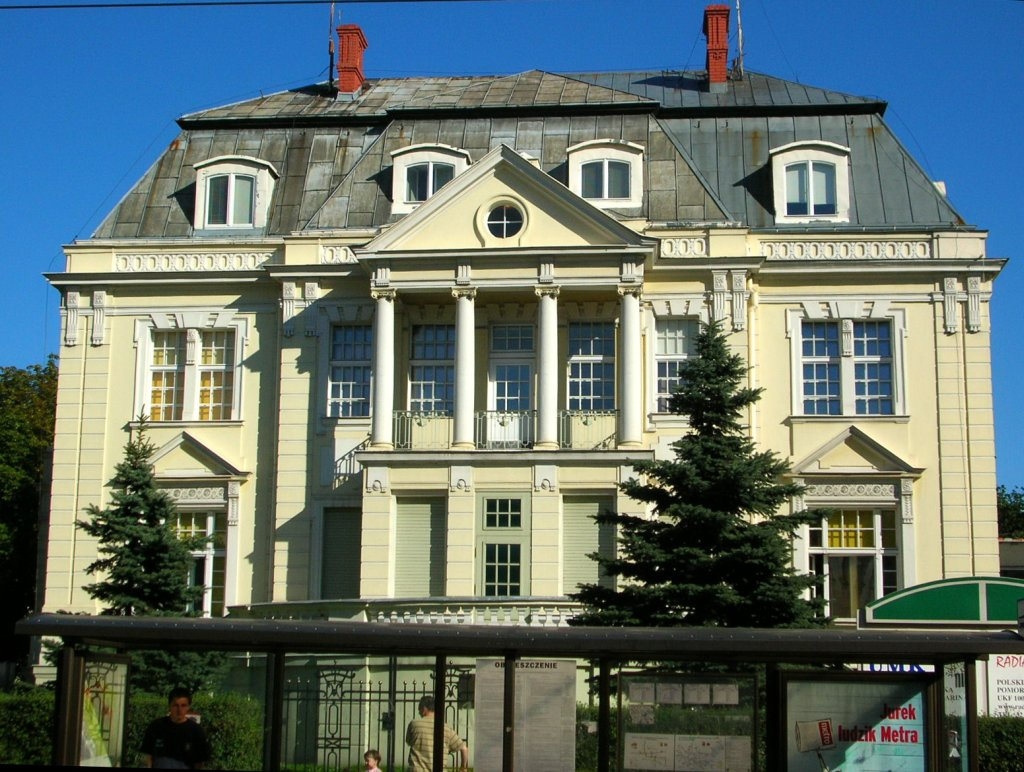
Siedziba Pomorskiej Rozgłośni Polskiego Radia przy ul. Gdańskiej. Przy tej instytucji w latach 1973–1984 mieściła się bydgoska redakcja telewizyjna TVP3 Gdańsk

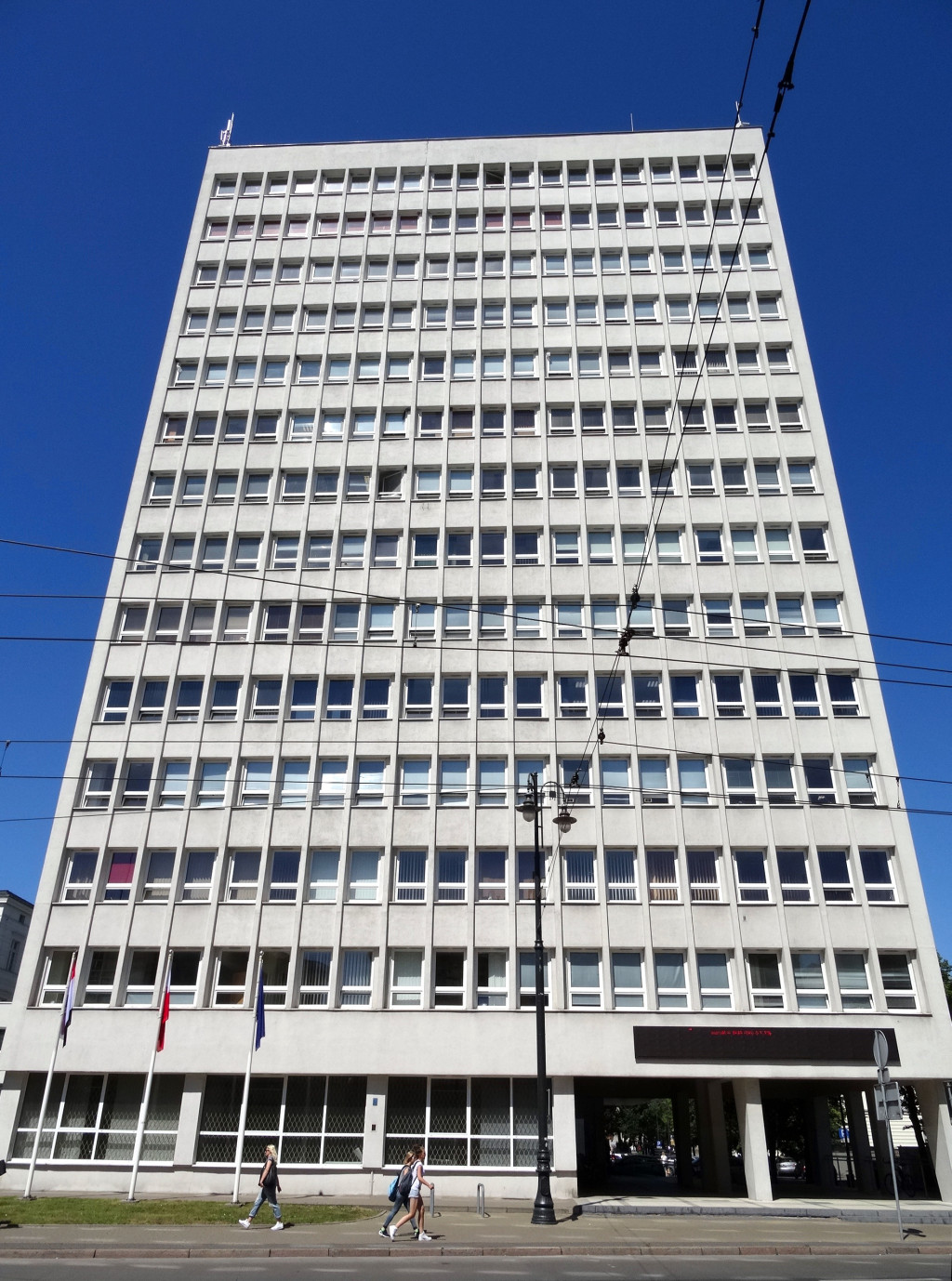
Budynek Urzędu Wojewódzkiego w Bydgoszczy przy ul. Konarskiego, gdzie w latach 1990–1999 na dwóch ostatnich piętrach mieściła się bydgoska redakcja, a później Oddział TVP

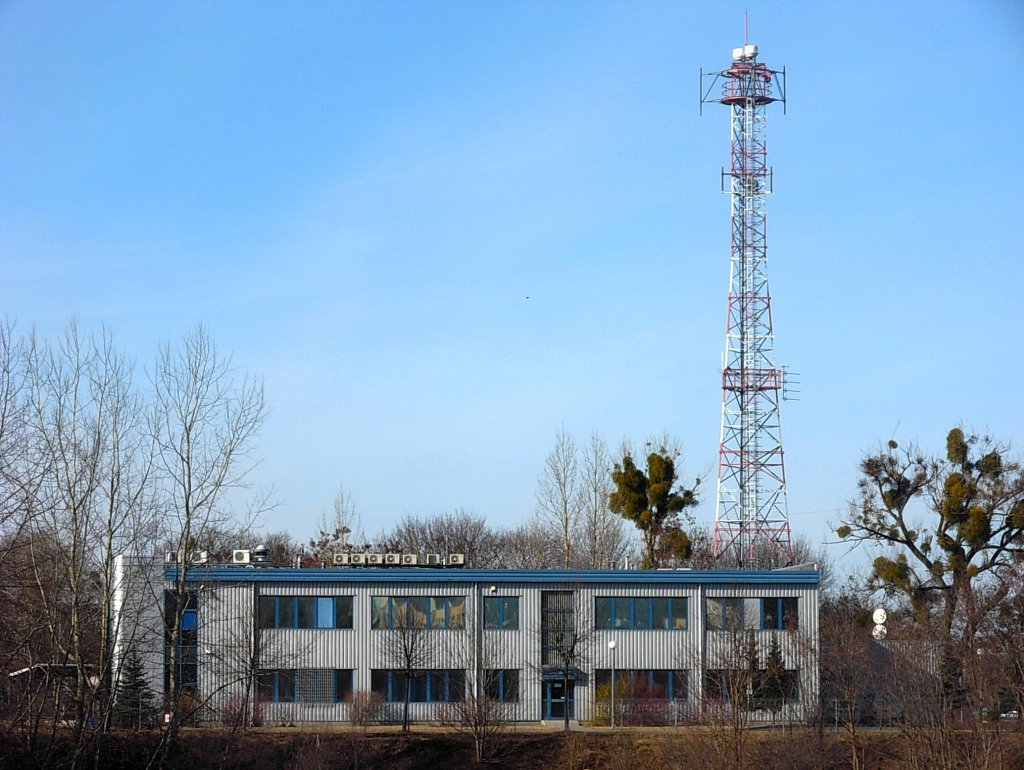
Siedziba TVP3 Bydgoszcz od 2001 r., na Wzgórzu Wolności

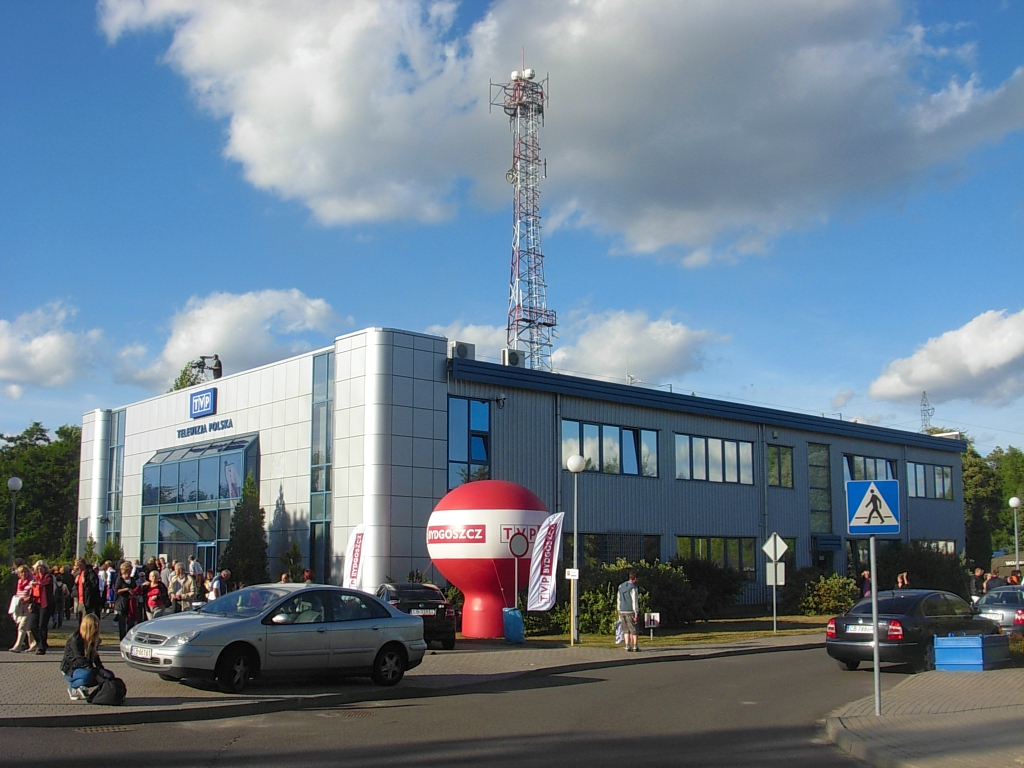
Siedziba TVP3 Bydgoszcz podczas corocznego festynu „Drzwi otwarte TVP”

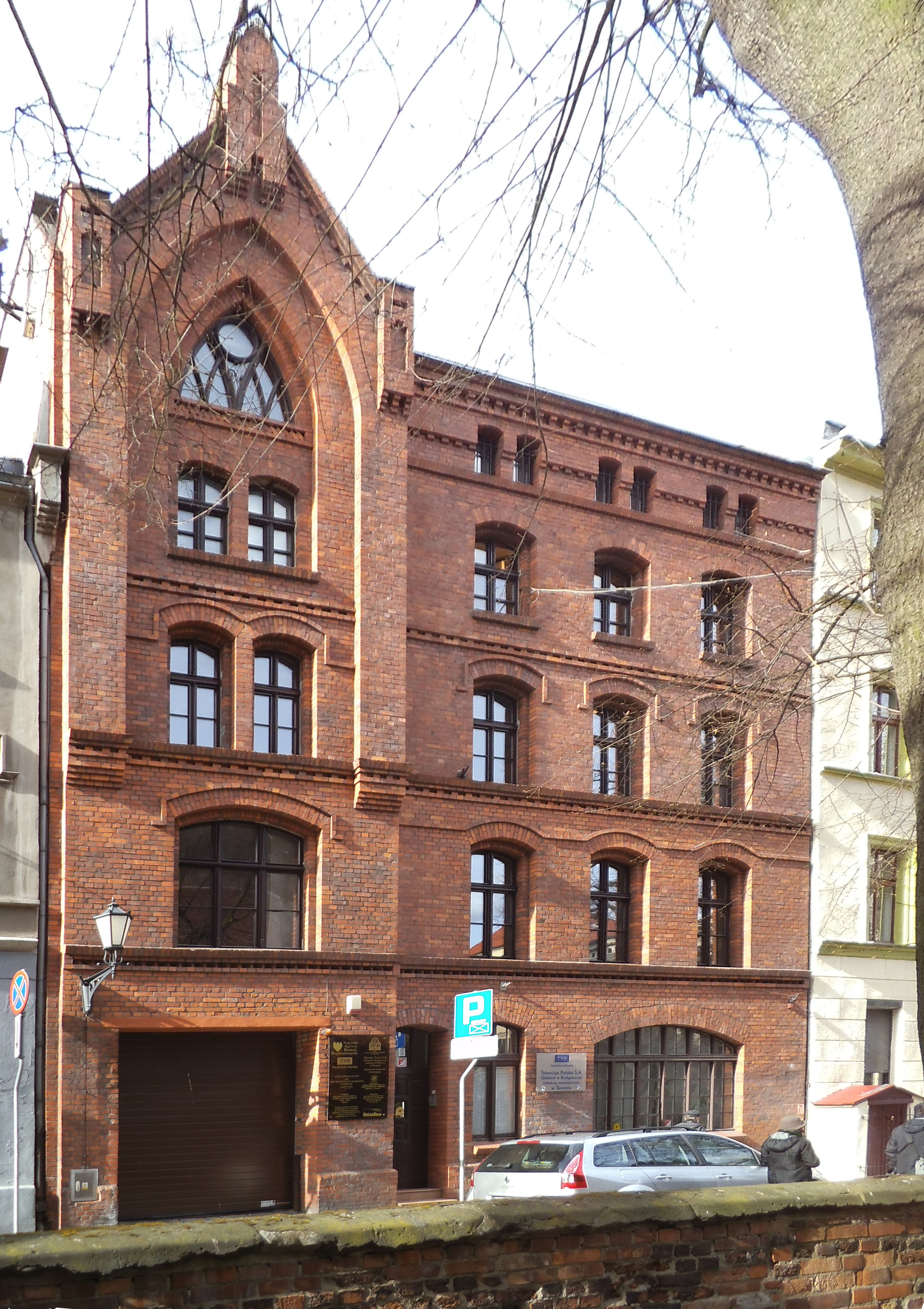
Siedziba redakcji TVP w Toruniu

TVP3 Bydgoszcz (Telewizja Polska SA Oddział w Bydgoszczy, Telewizja Bydgoszcz, dawniej TBT, TVB, TV3 Bydgoszcz, Telewizja Bydgoszcz Toruń, TVP Bydgoszcz) – oddział terenowy Telewizji Polskiej obejmujący zasięgiem województwo kujawsko-pomorskie z siedzibą główną w Bydgoszczy, redakcją zamiejscową i studiem w Toruniu i placówką dziennikarską we Włocławku. Sztandarowym programem ośrodka jest codzienny serwis informacyjny Zbliżenia poświęcony aktualnym wiadomościom z regionu kujawsko-pomorskiego.
Kanał TVP3 Bydgoszcz nadawany jest w ramach niekodowanego (bezpłatnego w odbiorze) ogólnopolskiego trzeciego multipleksu naziemnej telewizji cyfrowej (MUX 3). Dostępny jest również w sieciach kablowych oraz można oglądać go za darmo w Internecie za pośrednictwem takich serwisów jak TVP Stream, TVP VOD i TVP GO.

## Historia

### Ośrodek nadawczy
Pierwsze starania o utworzenie w Bydgoszczy telewizyjnej stacji nadawczej sięgają 1957 roku, kiedy z inicjatywy redakcji Ilustrowanego Kuriera Polskiego powstał Społeczny Komitet Budowy Pomorskiego Ośrodka Telewizyjnego. W 1958 roku Centralny Zarząd Radiostacji i Telewizji w Warszawie zatwierdził koncepcję lokalizacji ośrodka telewizyjnego 20 km od Bydgoszczy, w pobliżu wsi Trzeciewiec. Początek odbioru programu telewizyjnego datuje się w Bydgoszczy od 20 listopada 1960 roku, kiedy udała się pierwsza retransmisja programu warszawskiego. W lipcu 1961 roku zakończono montaż masztu w Trzeciewcu, a do grudnia zmontowano na jego szczycie anteny odbiorcze i nadawcze.
22 stycznia 1962 roku oddano do użytku Telewizyjny Ośrodek Nadawczy w Trzeciewcu wraz z aparaturą nadawczą produkcji czeskich zakładów Tesla. Nadawanie na kanale pierwszym programu telewizyjnego stacja w Trzeciewcu rozpoczęła punktualnie o 17.25.

### Bydgoska redakcja telewizyjna
Od 1967 roku w programie gdańskiego ośrodka pojawiły się pierwsze audycje telewizyjne redagowane w Bydgoszczy i zamieszczane w Magazynie Ziem Północnych (informacje z województw: bydgoskiego, koszalińskiego i olsztyńskiego). W marcu 1970 roku program ten zastąpiła Panorama emitowana 3 razy w tygodniu, a od lutego 1973 roku – 5 razy w tygodniu. W 1973 roku w wyniku usilnych starań dziennikarzy bydgoskich przy Pomorskiej Rozgłośni Polskiego Radia w Bydgoszczy powstała redakcja telewizyjna, podlegająca TV Gdańsk. W tym samym roku 1 lipca uruchomiono Telewizyjny Ośrodek Nadawczy nr 2 w Śródmieściu Bydgoszczy, który umożliwiał odbiór II programu telewizyjnego oraz programu kolorowego.
Materiały, głównie informacyjne publikowano na antenie centralnej i w gdańskim magazynie Panorama. W latach 70. tematy bydgoskie i toruńskie (województwo włocławskie obsługiwał telewizyjny ośrodek w Warszawie) zajmowały w dziennikach ogólnopolskich jedno z czołowych miejsc, pośród wiadomości spoza stolicy.
W 1984 roku decyzją prezesa Radiokomitetu Mirosława Wojciechowskiego, redakcja w Bydgoszczy została włączona do redakcji programów informacyjno-publicystycznych w Gdańsku, zaś bydgoscy dziennikarze stali się korespondentami terenowymi Telewizji Gdańsk. Z czterech dziennikarzy i trzech ekip realizacyjnych pozostało w Bydgoszczy dwoje dziennikarzy (Konstanty Dombrowicz, Urszula Guźlecka) i jeden operator.
Działalność redakcji programów telewizyjnych (przy Rozgłośni Radiowej) reaktywowano w lipcu 1990 roku. Rozpoczęto wówczas regularne emitowanie własnego programu na obszar województw: bydgoskiego, toruńskiego i włocławskiego w rozłączonej sieci programu II. Program zaczynał się od planszy „TBT” (Telewizja Bydgoszcz Toruń) i pojawiał się dwa razy w tygodniu – w poniedziałki i środy. Przygotowywało go pięciu dziennikarzy, dwóch operatorów filmowych i dwóch montażystów. Siedziba redakcji mieściła się na 13 piętrze budynku Urzędu Wojewódzkiego przy ul. Konarskiego.
We wrześniu 1991 roku program bydgoski emitowany był już sześć razy w tygodniu, po pół godziny dziennie. Czas emisji programu wydłużył się do 8,5 godzin dziennie pół roku później. Najchętniej oglądany był codzienny program informacyjny Dzisiaj, prezentujący wiadomości z Bydgoszczy, Torunia, Grudziądza i Włocławka.

### Oddział Telewizji Polskiej w Bydgoszczy
Po uchwaleniu przez Sejm ustawy o radiofonii i telewizji, minister finansów zawiązał spółkę Skarbu Państwa Telewizja Polska S.A. z jedenastoma oddziałami terenowymi, wśród których znalazł się także oddział w Bydgoszczy. Oficjalne powołanie oddziału TVP w Bydgoszczy odbyło się w styczniu 1994 roku. Uroczystego otwarcia dokonała Barbara Borys-Damięcka. Początkowo pracowało w nim 51 osób, w tym 12 dziennikarzy. 5 września 1994 roku rozpoczęto nadawanie programu miejskiego. Na dachu budynku przy ul. Konarskiego zamontowano nową antenę i nadajnik małej mocy. Widzowie okolic Bydgoszczy mogli oglądać program III przez kilkanaście godzin dziennie. Ośrodek wzbogacił się także o wóz transmisyjny umożliwiające bieżące relacje sportowe.
Produkcja własna TV Bydgoszcz wypełniała 4 godziny dziennie. Do najważniejszych pozycji należały: program informacyjny Zbliżenia, magazyny, reportaże, teleturnieje. Przyspieszenie w rozwoju ośrodka bydgoskiego nastąpiło w 1995 roku. Pojawiły się wówczas 23 nowe programy, a w soboty i niedziele emitowano wyłącznie audycje własne. W marcu 1996 roku w RTCN Trzeciewiec uruchomiono nadajnik o mocy 5 kW, co umożliwiło odbiór TV Bydgoszcz przez 2,5 miliona mieszkańców trzech województw. Bydgoszcz stała się czwartym po Wrocławiu, Gdańsku i Krakowie ośrodkiem telewizji o regionalnym zasięgu.
W latach 1996–1997 otwarto zamiejscowe redakcje oddziału w Toruniu i Włocławku oraz podjęto starania o wybudowanie nowej siedziby TVP w Bydgoszczy. Ranga ośrodka została wzmocniona po reformie administracyjnej w 1999 roku i utworzeniu województwa kujawsko-pomorskiego, dla którego Telewizja Bydgoszcz pozostała regionalną placówką telewizyjną. W czerwcu 2001 roku otwarto nową siedzibę telewizji przy ul. Kujawskiej 7 na Wzgórzu Wolności. Rozległy teren (2,5 ha) umożliwił zlokalizowanie własnej bazy transportu oraz plenerowego studia telewizyjnego.
Na początku XXI w. produkcja własna bydgoskiego oddziału TVP zajmowała 5 godzin dziennie. Wiele programów emitowano na antenach ogólnopolskich, a niektórzy dziennikarze (Sławomir Jeneralski, Marzena Słupkowska, Jarosław Lewandowski) stali się znanymi w kraju prezenterami telewizyjnymi. 3 marca 2002 roku oddziały terenowe TVP zaczęły nadawać w pasmach nowo powstałej informacyjno-publicystycznej TVP3 Regionalnej. Bydgoska stacja nazywała się wówczas TVP3 Bydgoszcz.
W 2006 r. rozbudowano podstudio toruńskie i połączone je światłowodem z ośrodkiem bydgoskim. Od 6 października 2007 r. do 31 sierpnia 2013 r. ośrodek w Bydgoszczy nadaje w pasmach lokalnych kanału informacyjnego TVP Info jako TVP Bydgoszcz. W latach 2005–2010 dziennikarze TVP Bydgoszcz otrzymali szereg wyróżnień, zaś ośrodek zorganizował kilkakrotnie „drzwi otwarte” połączone z festynami. W 2011 roku Oddział został wyróżniony statuetką Dobosz Powstania Wielkopolskiego, przyznawaną przez Zarząd Główny Towarzystwa Pamięci Powstania Wielkopolskiego 1918/1919.
Od 25 lutego 2013 r. bydgoską TVP można oglądać bezpłatnie w Internecie dzięki stronie internetowej i aplikacji TVP Stream. Od 1 września 2013 r. do 2 stycznia 2016 r. program TVP Bydgoszcz (jak inne 16 ośrodków terenowych TVP) był nadawany w TVP Regionalna. 2 stycznia 2016 r. powrócono do dawnej nazwy TVP3 Bydgoszcz w związku ze zmianą nazwy z TVP Regionalna na TVP3. Od 14 lutego 2022 roku TVP3 Bydgoszcz można oglądać bezpłatnie dzięki aplikacji TVP GO dostępnej na systemach iOS i Android. 21 października 2022 roku rozpoczęto nadawanie Zbliżeń z nowego studia oraz uruchomiono nową reżyserkę, dzięki czemu program TVP3 Bydgoszcz produkowany jest w jakości HD. Od 1 czerwca 2023 roku TVP3 Bydgoszcz można oglądać bezpłatnie w serwisie TVP VOD. 15 grudnia 2023 roku TVP3 Bydgoszcz rozpoczął nadawanie w jakości HD.
Ze względu na decyzję ministra kultury Bartłomieja Sienkiewicza, 20 grudnia 2023 roku odwołani zostali prezesi mediów publicznych. Tego samego dnia wyłączony został sygnał programów TVP Info i TVP3 wraz z ośrodkami regionalnymi. Przez ten czas TVP3 Bydgoszcz zamieszczała swoje programy w serwisie YouTube. 2 stycznia 2024 roku stacja powróciła do nadawania swojego programu.

## Redakcje zamiejscowe TVP3 Bydgoszcz

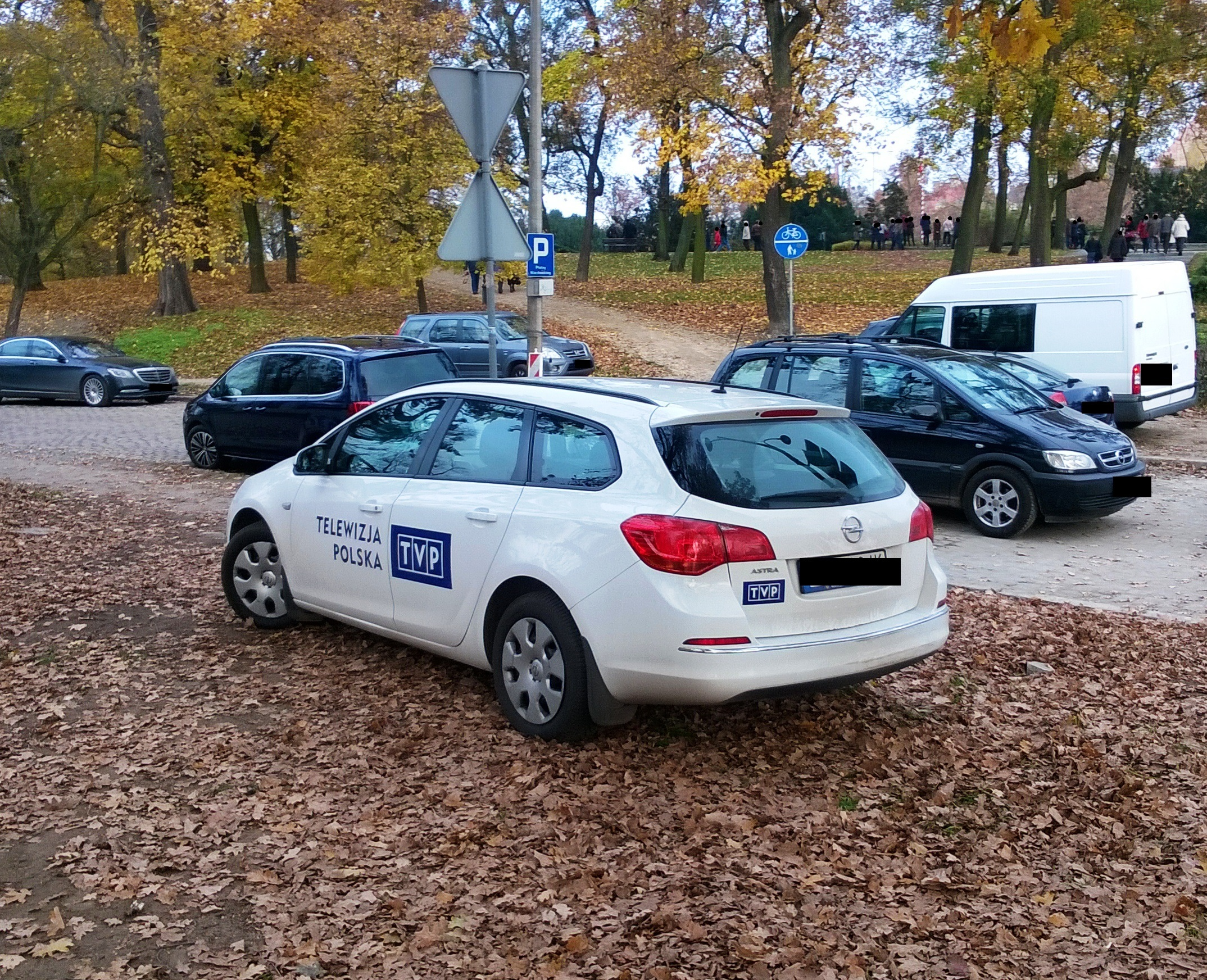
Samochód toruńskiej redakcji TVP przy ul. Chopina w Toruniu

Pierwsza placówka dziennikarska TVP w Toruniu powstała w lipcu 1996 roku. W roku 2006 otrzymała nową siedzibę, nowe studio, reżyserkę i montaż. Od tamtej pory siedziba redakcji mieści się przy ulicy Kopernika 4. Studio posiada łącze z oddziałem w Bydgoszczy dzięki któremu program ze studia w Toruniu może być transmitowany na antenę TVP3 Bydgoszcz, jak i TVP Info.
Redakcja we Włocławku powstała w listopadzie 1997 roku.

## Nadajniki naziemne TVP3 Bydgoszcz

### Obszary nadawania
- od 5 września 1994 do 31 grudnia 1998 – województwa: bydgoskie, toruńskie i włocławskie.
- od 1 stycznia 1999 do dziś – województwo kujawsko-pomorskie

### Nadajniki analogowe wyłączone 20 maja 2013 roku
| Typ obiektu | Nazwa obiektu         | Częstotliwość (MHz) | Kanał | Charakterystyka promieniowania | Polaryzacja | Moc (kW) | Data uruchomienia nadajnika | Data wyłączenia nadajnika |
| ----------- | --------------------- | ------------------- | ----- | ------------------------------ | ----------- | -------- | --------------------------- | ------------------------- |
| RTCN        | Bydgoszcz/Trzeciewiec | 527,25 MHz          | 28    | dookólna (ND)                  | pozioma (H) | 138 kW   | marzec 1996                 | 20 maja 2013              |

Opracowano na podstawie materiału źródłowego

### Nadajniki cyfrowe DVB-T2MUX 3
25 kwietnia 2022 roku ze względu na zmianę standardu nadawania na DVB-T2/HEVC w województwach kujawsko-pomorskim, pomorskim, zachodniopomorskim, wielkopolskim oraz w części województwa warmińsko-mazurskiego i mazowieckiego (nie dotyczyło to MUX 3 i MUX 8) oraz tzw. refarming, czyli zwolnienie kanałów telewizyjnych na potrzeby telefonii komórkowej, niektóre emisje przeniesiono na nowe częstotliwości, uruchomiono nowe albo zwiększono moc emisji z dotychczasowych nadajników. 15 grudnia 2023 roku zmieniono standard nadawania nadajników MUX 3 na DVB-T2/HEVC.
| Województwo         | Typ obiektu | Nazwa obiektu           | Częstotliwość (MHz) | Kanał | Charakterystyka promieniowania | Polaryzacja | Moc (kW) | Data uruchomienia nadajnika |
| ------------------- | ----------- | ----------------------- | ------------------- | ----- | ------------------------------ | ----------- | -------- | --------------------------- |
| kujawsko-pomorskie  | RTCN        | Bydgoszcz/Trzeciewiec   | 594 MHz             | 36    | dookólna (ND)                  | pozioma (H) | 130 kW   | 20 maja 2013                |
| warmińsko-mazurskie | RTON        | Iława/Kisielice         | 594 MHz             | 36    | kierunkowa (D)                 | pozioma (H) | 100 kW   | 28 kwietnia 2014            |
| wielkopolskie       | RTCN        | Konin/Żółwieniec        | 594 MHz             | 36    | kierunkowa (D)                 | pozioma (H) | 50 kW    | 20 maja 2013                |
| kujawsko-pomorskie  | RTON        | Toruń/Grębocin Cergia   | 594 MHz             | 36    | kierunkowa (D)                 | pozioma (H) | 21 kW    | 20 maja 2013                |
| kujawsko-pomorskie  | SLR         | Bydgoszcz/Chodkiewicza  | 594 MHz             | 36    | dookólna (ND)                  | pionowa (V) | 6 kW     | 27 października 2011        |
| kujawsko-pomorskie  | TON         | Włocławek/Zazamcze      | 594 MHz             | 36    | kierunkowa (D)                 | pozioma (H) | 6 kW     | 28 kwietnia 2014            |
| mazowieckie         | RTCN        | Płock/Rachocin          | 594 MHz             | 36    | kierunkowa (D)                 | pozioma (H) | 2,5 kW   | 15 grudnia 2023             |
| kujawsko-pomorskie  | TSR         | Grudziądz/ul. Kalinkowa | 594 MHz             | 36    | dookólna (ND)                  | pozioma (H) | 0,027 kW | 20 maja 2013                |

#### Wyłączone nadajniki cyfrowe DVB-TMUX 3
| Województwo        | Typ obiektu | Nazwa obiektu           | Częstotliwość (MHz) | Kanał | Charakterystyka promieniowania | Polaryzacja | Moc (kW) | Data uruchomienia nadajnika | Data wyłączenia nadajnika |
| ------------------ | ----------- | ----------------------- | ------------------- | ----- | ------------------------------ | ----------- | -------- | --------------------------- | ------------------------- |
| kujawsko-pomorskie | TON         | Brodnica/Kruszynki      | 594 MHz             | 36    | kierunkowa (D)                 | pionowa (V) | 5 kW     | 20 maja 2013                | 25 kwietnia 2022          |
| łódzkie            | TON         | Łanięta/Witoldów        | 594 MHz             | 36    | dookólna (ND)                  | pionowa (V) | 4 kW     | 28 kwietnia 2014            | 25 kwietnia 2022          |
| mazowieckie        | RTCN        | Płock/Rachocin          | 594 MHz             | 36    | dookólna (ND)                  | pozioma (H) | 3 kW     | 28 kwietnia 2014            | 25 kwietnia 2022          |
| wielkopolskie      | TON         | Damasławek/Lipowa       | 594 MHz             | 36    | kierunkowa (D)                 | pionowa (V) | 2 kW     | 20 maja 2013                | 25 kwietnia 2022          |
| kujawsko-pomorskie | TSR         | Włocławek/Plac Wolności | 594 MHz             | 36    | kierunkowa (D)                 | pozioma (H) | 0,020 kW | 20 maja 2013                | 25 kwietnia 2014          |

Opracowano na podstawie materiału źródłowego.

## Programy TVP3 Bydgoszcz
Ramówka obejmuje m.in. programy informacyjne z regionu, publicystyczne, przyrodnicze, reportaże, transmisje z mszy świętych oraz relacje z koncertów, spektakli i wystaw.

### Programy własne (stan na zimę 2022)
Programy informacyjne
- Zbliżenia (od 1994 roku) – program informacyjny ośrodka w Bydgoszczy
- Pogoda (TVP3 Bydgoszcz) (od 1994 roku) – prognoza pogody

Programy publicystyczne
- Prawo głosu (od 2020 roku) – debata parlamentarzystów o regionie i kraju
- Pasjonaci (od 2021 roku) – rozmowy z ludźmi związanymi z regionem, którzy realizują swoje - często wyjątkowe - pasje.
- Punkt wyjścia (od 2020 roku) – polityczne podsumowanie tygodnia
- Rozmowa dnia – rozmowy nawiązujące do aktualnych wydarzeń w regionie i dotyczących regionu kujawsko-pomorskiego
- Samorządni – dyskusja z samorządowcami, urzędnikami, ekspertami o problemach mieszkańców regionu
- Wspólny mianownik (od 2016 roku) – debata z udziałem stron różnych, często mających odmienne zdanie: polityków, samorządowców, przedsiębiorców, obywateli
- W oku kamery (od 2020 roku) – podsumowanie wybranych wydarzeń mijającego tygodnia

Programy poradnikowe
- Mocne wsparcie (od 2018 roku) – program Grażyny Rakowicz i Alicji Kłopotek o charakterze edukacyjnym.
- Na zdrowie – program Alicji Kłopotek i Grażyny Rakowicz o tematyce medycznej
- Wspólna sprawa (od 2021 roku) – w tym programie społecznym Karolina Ratajczak, Monika Kamińska i Kinga Wasilewska postarają się odnaleźć drogi do rozwiązania codziennych problemów.

Historia
- A to historia! (od 2020 roku) – Marcin Tomaszewski prezentuje cykl filmów dokumentalnych, przedstawiających najważniejsze wydarzenia historyczne na Kujawach i Pomorzu na przestrzeni ostatnich 100 lat.
- Lekcja historii (od 2017 roku) – program historyczny Iwony Komisarek: nieznane fakty, zapomniane wydarzenia i ludzie którzy zmienili bieg historii.
- Małe miejscowości, wielcy ludzie (od 2019 roku) – cykl reportaży Urszuli Guźleckiej, opowiadający o związkach wybitnych postaci polskiej kultury wywodzących się z małych miejscowości Kujaw i Pomorza lub związanych z nimi poprzez miejsce pobytu lub twórczość.
- Przechodzimy do historii (od 2020 roku) – cykl 13-minutowych filmów dokumentalnych Marcina Tomaszewskiego, przybliżający życie i działalność osób (znanych i mniej znanych), które zapisały się w historii Polski XX wieku i miały silne związki z naszym regionem.

Przyroda i ekologia
- Eko-opcja – magazyn Wojciecha Klicha i Ewy Lewandowskiej związany z ekologią i ochroną środowiska. Promuje ekologię i tropi tych, którzy zanieczyszczają środowisko.
- Harcerskie czuwaj (od 2019 roku) – magazyn Moniki Kamińskiej, w którym są poruszane ważne wydarzenia z życia Chorągwi Kujawsko-Pomorskiej ZHP
- Las jaki jest (od 2020 roku) – magazyn przyrodniczy Magdaleny Żakowskiej i Darii Kazuły we współpracy z Lasami Państwowymi.
- Spotkania z ekologią – parki krajobrazowe i ich przyroda bez tajemnic - Sławomir Lewandowski pokazuje działania proekologiczne w gminach regionu oraz promujemy edukację ekologiczną

Kultura i sztuka
- Czego nie widać (od 2020 roku) – comiesięczny cykl kulturalny, z popularnym aktorem Teatru Wilama Horzycy, Jarosławem Felczykowskim, w roli głównej. Artysta pokazuje miejsca na co dzień dla widzów niedostępne, kulisy pracy artystycznej, niebanalne historie i wybitnych twórców.
- Gadające głowy (od 2020 roku) – spotkania z wybranymi twórcami oraz nietypowa formuła pozwolą przywrócić literaturze, poezji i dramatowi należne im miejsce. Program prezentuje sylwetki twórców, jest spotkaniem z człowiekiem, pochwałą czytelnictwa.
- Klub Kultura (od 2016 roku) – studyjny program Pauliny Rubczak, dedykowany miłośnikom kultury, obyczajowości, a także ludziom związanym ze środowiskiem kulturalnym i naukowym regionu.
- Po oklaskach – Urszula Guźlecka omawia spektakle teatralne, operowe, wernisaże, nowe książki regionalnych autorów.

Nauka i edukacja
- Ahora Español – nauka języka hiszpańskiego
- Abecadło astronomii (od 2020 roku) – cykl programów adresowanych do młodych (niekoniecznie wiekiem) widzów. Piotr Majewski – dziennikarz, popularyzator astronomii i Mistrz Mowy Polskiej - przedstawia podstawy wiedzy o niebie gwiaździstym.
- Astronarium – program Bogumiła Radajewskiego o największych tajemnicach kosmosu i polskich naukowcach.
- Everyday English – nauka języka angielskiego
- Języczek u wagi – w programie Karoliny Ratajczak nie zabraknie ciekawostek i wskazówek, dotyczących poprawności językowej. Ich autorem jest dr hab. Rafał Zimny, językoznawca z UKW w Bydgoszczy.
- Woda bydgoska – cykl Grażyny Rakowicz, pokazujący z punktu widzenia mieszkańca, efekty pracy Miejskich Wodociągów i Kanalizacji w Bydgoszczy.
- Mała Urania (od 2021 roku) – seria filmów edukacyjny dla dzieci. Przygody tytułowej Uranii wprowadzą młodego widza w pasjonujący świat astronomii. Każdy odcinek opowiada odrębną kosmiczną historię oraz zawiera element edukacyjny - krótki felieton wyjaśniający młodym widzom tajniki astronomii.
- O nauce bez przerwy (od 2022 roku) – program pokazuje praktyczny wymiar edukacji związany z osiągnięciami w danej dziedzinie, wsparciem codziennego życia, znaczeniem nowoczesnych form kształcenia.

Religia
- Bliżej nieba (od 2018 roku) – program Darii Kazuły ma być odpowiedzią na wiele pytań i problemów współczesnego człowieka, który chce żyć „bliżej nieba”
- Żyję słowem (od 2020 roku) – coniedzielne wyjaśnienie czytań z Pisma Świętego, które nie jest jedynie wykładem. Prowadzący - ksiądz biblista Dariusz Kotecki, w rozmowie z zaproszonym gościem wyjaśnia w jaki sposób rozumieć znaczenie słowa z wybranej niedzieli i jak odnosić je do konkretnych życiowych sytuacji.

Społeczeństwo
- Magazyn nakielski (od 2014 roku) – przedstawiamy najważniejsze tematy dla mieszkańców gminy Nakło. Będzie o gospodarce oraz o życiu kulturalnym i sportowym.
- Nad Drwęcą – magazyn Wiesława Jankowskiego o sprawach mieszkańców Brodnicy, Golubia-Dobrzynia, Rypina oraz o wydarzeniach w tych okolicach.
- Pokochaj Grudziądz (od 2019 roku) – zbiór reporterskich relacji Karoliny Ratajczak i Kingi Wasilewskiej z najważniejszych wydarzeń w Grudziądzu.
- Po obu stronach Wisły – magazyn Sylwii Jarmołkiewicz o turystyce, aspektach społecznych gospodarczych Chełmna, Świecia i okolic.
- Teraz Inowrocław – Sylwia Jarmołkiewicz odkrywa najciekawsze zakątki Inowrocławia oraz informuje o aktualnych wydarzeniach w „mieście na soli”
- W Borach i na Krajnie – autorzy magazynu prezentują codzienne życie mieszkańców Borów Tucholskich i Krajny oraz zachwalają krajobraz tego regionu.

Sport
- Sport (TVP3 Bydgoszcz) (od 1994 roku) – informacje sportowe
- Regionalny tygodnik sportowy (od 2020 roku) – bieżące wydarzenia sportowe w regionie lub z udziałem zawodników związanych z regionem, historię, dorobek, sukcesy, porażki i nadzieje regionalnych sportowców oraz klubów sportowych. W programie także zapowiedzi wydarzeń sportowych.

Rolnictwo i wieś
- Agroregion – magazyn Joanny Sikory ma być odzwierciedleniem wydarzeń w rolnictwie ważnych dla gospodarzy i o gospodarzach z Kujaw i Pomorza.

Reportaże
- To jest temat na reportaż – cykl reportaży

Inne
- Moja wielka zabawa (od 2022 roku) – program, który sprawdza, jak bawimy się w czasie karnawału w różnych częściach Polski.
- Życzenia od serca (od 2021 roku) – program nawiązujący do legendarnego, telewizyjnego „Koncertu Życzeń”. Za pośrednictwem audycji, przekazywane są życzenia, wraz z ulubioną piosenką dla jubilatów i solenizantów.

### Programy nieemitowane w TVP3 Bydgoszcz (niepełna lista)
- 3 połowa
- Studio Lato
- 5 minut z legendą
- 60 minut dookoła sportu
- Agromagazyn
- Akademia przedsiębiorczości
- Aleja gwiazd na L 4
- Ale jazda
- Anieliny, siódma rano
- Antykwariat
- Bez kompleksów
- Bydgoszcz jest piękna
- Cudne i odludne (2021) – filmowy cykl ukazuje małe miejsca z wielką historią. Oddalone od głównych szlaków turystycznych, kryją w sobie wiele atrakcji i tajemnic.
- Dobrze wiedzieć (2016-2022) – Ewa Lewandowska zajmuje się w programie szeroko rozumianą edukacją: wczesnoszkolną, szkolną i wyższą; problemami związanymi z nauką zawodu, kreatywnością na rynku pracy.
- Dzisiaj (1990–1994)
- Europa – Europa
- Europejska kawiarenka
- Galeria
- Horyzont
- Liderzy
- Kaktus
- Komikstura
- Krasnal Tymoteusz
- Magazyn piłkarski
- Magazyn wąbrzeski
- Moc muzyczna
- Moje M
- Na muzycznej pajęczynie
- Najpiękniejszy ogród
- Nasz biznes
- Naszym zdaniem
- Na zdrowie
- Ogrodowy zawrót głowy
- Ogródek bez ogródek (2013–2019) – program dla miłośników działek i przydomowych ogrodów.
- Pałuckie klimaty
- Panie doktorze
- Panorama Wsi
- Partnerzy
- Planetarium
- Pod obserwacją
- Po godzinach
- Polityka dla ludzi
- Pomóż sobie
- Popołudnie z reportażem
- Portrety twórców
- Prosto z Grudziądza
- Ratunek
- Regionalny Magazyn Koszykarski „Zbiórka”
- Regionalsi
- Sąsiedzi
- Siła wiedzy
- Skarby prowincji
- Ścieżki historii
- Tak rośnie teatr
- Telewizyjny album historyczny
- Toruński Magazyn Publicystyczny
- Trochę kultury
- Trendy tradycja
- Twój wybór
- TV Regionalna
- U nas, czyli w Europie
- W Ameryce i gdzie indziej
- Wieś z pomysłem
- Wita Morabito
- Władza na cenzurowanym
- Wyprzedzić chorobę
- W zbliżeniu
- Za miastem
- Zielone Światło
- Zmienna ogniskowa
- Znani od kuchni
- Z pierwszej ręki
- Z Walerianą po regionie (od 2021 roku) – zajęcia edukacyjne dla uczniów pierwszych klas szkoły podstawowej. Aktorka Dominika Miękus i jej lalka, a zarazem prowadząca program - Waleriana - opowiedzą o historii regionu kujawsko-pomorskiego.

### Programy TVP3 Bydgoszcz na antenie ogólnopolskiej (niepełna lista)
- Kultowe rozmowy (2013–2016) – wywiady z ciekawymi ludźmi. Program prowadzili Tomasz Raczek i Katarzyna Marcysiak (TVP Regionalna)
- Wstęp wolny z kulturą (2013–2016) – magazyn kulturalny (TVP Regionalna)
- Wiosna/Lato/Jesień na RODOS (od 2021 roku) – program ukazuje życie działkowców z różnych części Polski (TVP3)
- Zamknięty świat (od 2021 roku) – program przedstawia historie osób, które na co dzień żyją lub pracują w zakładzie karnym (TVP3)
- Zimowy ogród (od 2022 roku) – program ogrodniczy (TVP3)

Opracowano na podstawie materiału źródłowego.

## Ludzie związani z TVP3 Bydgoszcz
Obecnie:
- Michał Adamski
- Mateusz Antczak
- Angelika Bednarska
- Agata Chyłka-Wnuk
- Aleksandra Ciekot
- Jarosław Dąbrowski
- Urszula Guźlecka
- Michał Górski
- Marta Jastrzębska
- Monika Kamińska
- Błażej Karczmarczyk
- Daria Kazuła
- Wojciech Klich
- Mariusz Kluszczyński
- Alicja Kłopotek
- Iwona Komisarek
- Natalia Kurowska
- Ewa Lewandowska
- Jarosław Lewandowski
- Hubert Malinowski
- Krystian Mekka
- Dagmara Moranowska
- Artur Onacki
- Katarzyna Ormanowska
- Maciej Pieszczyński
- Tomasz Pietraszak[39]
- Bogumił Radajewski
- Aleksandra Radzikowska
- Grażyna Rakowicz
- Karolina Ratajczak
- Jagoda Rogatty
- Małgorzata Rogatty
- Paulina Rubczak
- Krystyna Rymaszewska
- Joanna Sikora
- Natalia Słomkowska
- Edyta Starczewska
- Bartosz Stelmasik
- Tomasz Szmelter
- Olga Taraszka
- Anna Trzcińska
- Kinga Wasilewska
- Mirosław Wysocki
- Magdalena Żakowska

Dawniej:
- Katarzyna Marcysiak
- Barbara Kozber
- Jerzy Kamiński
- Marcin Tomaszewski
- Marta Kokocińska
- Rafał Rykowski
- Maciej Grześkowiak
- Krzysztof Bykowski
- Damian Susała
- Tomasz Gronet
- Dariusz Gross
- Krzysztof Kuziemski
- Marek Sokołowski
- Marek Mikielewicz
- Marek Brodowski
- Mariusz Guzek
- Agnieszka Friedrich
- Joanna Wojciechowska
- Anna Napierska-Matuszewska
- Małgorzata Dysarz
- Anna Raczyńska
- Robert Wichrowski
- Andrzej Tomczak
- Przemysław Orcholski
- Adrianna Gerczew
- Sławomir Kukiełczyński

## Logo
| Okres wykorzystywania             | Opis | Ilustracja |
| --------------------------------- | --- | ---------- |
| lipiec 1990 – 1992                | Dwie litery T są kolorze brązowym, natomiast litera B w środku jest żółta. |            |
| 1992 – 4 września 1994            | Pochyły napis TVB w trzech kolorach: zielonym, żółtym i brązowym. |            |
| 5 września 1994 – jesień 2000     | Napis TVB w trzech kolorach: niebieskim, czerwonym i zielonym. Ostatnia litera B, kształtem przypomina cyfrę 3. |            |
| jesień 2000 – 2001                | Po lewej stronie paski w barwach ówczesnej TVP. Obok obowiązujące w tamtym czasie logo nadawcy. Po prawej stronie cyfra 3. Paski z cyfrą 3 są połączone „łyżwą” nad której dolną częścią znajduje się napis Bydgoszcz. |            |
| 2001 – 6 marca 2003               | Logo podobne do poprzedniego, z tym że usunięto z niego „łyżwę” i rozszerzono napis Bydgoszcz. |            |
| 7 marca 2003 – 30 listopada 2007  | Na zielonym tle logo TVP3, pod spodem napis Bydgoszcz. Na ekranie logo krystaliczne (od 6 października do 30 listopada 2007 bez cyfry 3).                                                                              |            |
| 1 grudnia 2007 – 31 sierpnia 2013 | Logo podobne do TVP Info – zamiast napisu INFO jest napis Bydgoszcz. |            |
| 1 września 2013 – 1 stycznia 2016 | Na zielonym tle białe logo TVP, pod nim biały napis Bydgoszcz. Logo występuje także w odwrotnej wersji kolorystycznej.                                                                                                 |            |
| od 2 stycznia 2016 roku           | Na granatowym tle logo TVP3, pod spodem napis Bydgoszcz. Od 3 stycznia 2024 roku logo na ekranie jest mniejsze. |            |

## Dyrektorzy TVP3 Bydgoszcz
| okres pełnienia funkcji | okres pełnienia funkcji | imię i nazwisko                 | uwagi                                                           |
| od                      | do                      | imię i nazwisko                 | uwagi                                                           |
| ----------------------- | ----------------------- | ------------------------------- | --------------------------------------------------------------- |
| 1973                    | 1978                    | Zbigniew Kuczewski              | redakcja telewizyjna przy Pomorskiej Rozgłośni Polskiego Radia  |
| 1978                    | 1991                    | Konstanty Dombrowicz            | redakcja telewizyjna, w latach 1984–1990 przy ośrodku w Gdańsku |
| 1991                    | 1992                    | Jolanta Kuligowska-Roszak       | redakcja telewizyjna przy PR PiK                                |
| 1992                    | 1994                    | Piotr Jentkiewicz               | redakcja telewizyjna przy PR PiK                                |
| styczeń 1994            | wrzesień 1994           | Jolanta Kuligowska-Roszak       | –                                                               |
| wrzesień 1994           | luty 1999               | Piotr Jentkiewicz               | –                                                               |
| luty 1999               | grudzień 2005           | Marek Brodowski                 | –                                                               |
| grudzień 2005           | czerwiec 2007           | Maciej Grześkowiak              | –                                                               |
| czerwiec 2007           | luty 2009               | Maria Kudroń                    | –                                                               |
| luty 2009               | maj 2016                | Tomasz Pietraszak               | –                                                               |
| maj 2016                | wrzesień 2019           | Anna Raczyńska                  | –                                                               |
| wrzesień 2019           | 2 stycznia 2024         | Michał Rybicki                  | –                                                               |
| 2 stycznia 2024         | 2 lutego 2024           | Michał Adamski (p.o. dyrektora) | –                                                               |
| 2 lutego 2024           |                         | Tomasz Pietraszak               | –                                                               |